# Magnus VI
Magnus VI « le Législateur » (Lagabøte) (vieux norrois : Magnús lagabœtir), né le 1er mai 1238 et mort à Bergen le 9 mai 1280, est roi de Norvège de 1263 à 1280.

## Biographie

### Origine
Magnus est le troisième fils du roi Håkon IV et de Margrete Skulesdatter. Né le 1er mai 1238, il avait été couronné co-roi sous le nom de « Magnus VI de Norvège » lors de son mariage en 1261 à la suite de la disparition de ses deux frères aînés et de son neveu Sverre le Jeune. Il succède à son père qu'il avait secondé comme corégent lors de ses absences en 1263, à l'âge de 25 ans, sans proclamation ni cérémonie.

### Le Législateur
Ce fut un prince très pacifique ; son surnom est lié à sa grande activité de juriste. Afin de faire progresser la Norvège en ce domaine, il réforma les lois. Pour ce faire, il réunit en une seule les quatre législations différentes en usage dans le pays. Les assemblées locales adoptent en 1274-1276 ce code fondé sur les lois des Things de Frosta et de Gula et qui consacrait la puissance du roi et la disparition des anciennes classes sociales. Il intervint également en ce domaine en Islande.
Il rendit par ailleurs définitivement la couronne héréditaire en fixant lors de l'assemblée de Bergen en 1273 l'ordre de succession suivant : fils aîné légitime du roi ; petit-fils aîné légitime ; frère aîné légitime ; le plus vieux des oncles légitimes ; l'aîné des neveux légitimes.
À cette même assemblée de Bergen, il signe enfin un concordat avec l'Église qui est confirmé lors du concile de Tønsberg en 1277.

### Politique extérieure
Sur le plan extérieur, il avait conclu le 2 juillet 1266 le traité de Perth avec le roi Alexandre III d'Écosse qui met fin au conflit initié par son père en 1263. Les Hébrides et l'île de Man reviennent à l'Écosse qui s'engage à verser à la Norvège une somme 4 000 marks et un tribut de 100 marks annuellement à perpétuité.

## Décès et conséquences
Au printemps 1280, Magnus tombe malade à Bergen. Il avait prévu de faire couronner son fils Éric au milieu de l'été, mais il meurt le 9 mai 1280. Éric II devient roi à l'âge de 12 ans. Le pouvoir réel est entre les mains d'un cercle de conseillers, notamment la veuve de Magnus, Ingeborg. On conserve le souvenir de Magnus VI comme d'un bon souverain, gouvernant par la loi plutôt que par l'épée. Certains historiens modernes l'ont considéré comme un roi faible, abandonnant les Hébrides et cédant aux exigences de l'Église par exemple, mais il convient de considérer ses options politiques judicieuses, épargnant au royaume des guerres inutiles et infructueuses à l'étranger, tout en préservant la stabilité intérieure. Magnus est inhumé dans l'église du monastère franciscain de Bergen, qui est depuis le XVIe siècle la cathédrale de Bergen (« Bergen Domkirke »). La reine Ingeborg meurt le 24 ou 26 mars 1287.

## Union et postérité
Magnus VI de Norvège épousa le 11 septembre 1261 une princesse danoise Ingeborg Eriksdotter, née en 1244 et fille d'Éric IV de Danemark. Le couple eut quatre fils :
- Olaf, né en 1262, mort le 15 mars 1267 ;
- Magnus, mort vers 1264 ;
- Éric II de Norvège, né en 1268 ;
- Håkon V de Norvège, né en 1270.